# 陳竹亭
陳竹亭（Jwu-Ting Chen, 1950年2月5日—），台灣化學家，台北市人，現為國立臺灣大學化學系名譽教授。2008年創立國立臺灣大學科學教育發展中心(Center for the Advancement of Science Education, 簡稱CASE)。是台灣學者中率先結合科普和科學教育，並且連結網路多媒體推動科學傳播的前驅 。

## 學、經歷
陳竹亭於1968年自台北市立建國中學畢業，1973年獲得國立臺灣大學化學系學士，1978年獲得辛辛纳提大學化學碩士，1982年獲得爱荷華州立大学化學博士。1982~1986年在賓夕法尼亞州立大學擔任博士後研究員，1986年返回台灣進入國立臺灣大學化學系任教，擔任副教授，1991年升任教授，2014年獲頒化學系特聘教授。1995年赴法國史特拉斯堡，在路易巴士特大學(史特拉斯堡大學)做訪問學者，1999年任國立東華大學訪問教授，2013年任日本京都大學訪問教授。1999~2002年擔任行政院國家科學委員會化學研究推動中心主任，2008~2014擔任國立臺灣大學科學教育發展中心主任。2015年自化學系退休並獲頒名譽教授。2016~2019年擔任財團法人遠哲科學教育基金會董事長，2019~擔任財團法人遠哲科學教育基金會常務董事。。2022~擔任教育部大學社會責任計畫推動中心協同主持人。

## 研究領域
主要化學研究領域是有機金屬化學及無機配位化學。研究課題包括有平面四邊形雙有機配基鉑錯合物之合成及反應、炔丙基/丙二烯基有機金屬化學、半惰性或功能性配位基之設計合成、配位化學幾何異構物的催化反應、有機金屬催化聚合/共聚/開環聚合反應及其動力學研究、多牙配位基生物無機配位化學。其他有化學教育、跨領域/跨科際(inter-disciplinary/trans-disciplinary) 教育。
1990~1991 任行政院國家科學委員會化學研究推動中心配位化學小組召集人、1992~1994 年兼任行政院國家科學委員會自然處化學學門審查委員、1996~1999 年為行政院國家科學委員會自然處諮詢委員、1990~1993連續四年獲行政院國家科學委員會優良研究獎、1994、1996年曾兩次獲得行政院國家科學委員會研究傑出獎。1993~2006年曾任中國化學會誌(英語：Journal of Chinese Chemical Society)
編輯委員、1999~2004年任愛思唯爾公司有機金屬化學期刊(英語:Journal of Organometallic Chemistry-Elsevier，簡稱:JOMC)編輯委員、2004~2014年任國際有機金屬化學會議(英語:International Confernce on Organometallic Chemistry，簡稱：ICOMC)國際諮詢委員，並任第24屆國際有機金屬化學會議大會主席，於2010年主持台北會議。

## 科學教育
陳竹亭在化學教育的經驗豐富，是化學家中少數具備中學化學教科書之編、考、用、審，以及課綱制定之完整經驗的專家學者。曾任大學入學考試中心命題研究委員與考試委員、泰宇版高中化學教科書主編、2003~2005 年任教育部國中自然科學教科書審查委員、2003~2005年，2006~2008年任教育部高中化學教科書課綱委員、2013~2014年任教育部十二年國教課程總綱制訂委員、2014~2018年任教育部十二年國教自然科學領域化學課程領綱制訂委員、「探究與實作」課程領綱制訂召集人
在科學教育方面，2003~2014年任國立臺灣大學共同教育中心共同教育諮詢委員暨通識課程委員、2005～2009年任行政院國家科學委員會科學教育處計畫審查暨諮詢委員、2007~2010年任教育部大學通識課程及傑出通識教育教師獎審查委員、2006~2016年任行政院國家科學委員會高瞻計畫（新興科技融入高中職動手做課程）諮詢委員、2009-2012年任高中科學班諮詢委員、2012~2016年任長庚大學通識中心外聘委員、2018~2019年任教育部科學教育諮詢委員、2005~2019年間曾為國立台灣科學教育館擔任全國科展與國際科展審查委員，以及參與科學研習編輯委員、化學常設展區更新諮詢與審查委員、「科學玩意節」與科普論壇諮詢委員、青少年跨域整合培育營顧問等工作。

## 科普、科學傳播及教育傳播
1990~1993 擔任科學月刊編輯，1996 年曾獲李國鼎科技發展基金會科普寫作銅牌獎。2006~2017年協助高瞻計畫期間，於2008年起推動種子教師工作坊，建置高瞻計畫教學與推廣資源平台，建立部落格發表科教文章，成為台灣的中學使用最廣的科教教學資料庫。平台於2012年改版為複合式科教資源平台，更名為「科學Online」。
在擔任國立臺灣大學科學教育發展中心(Center for the Advancement of Science Education，簡稱CASE)主任時推動了多項科學教育創新活動。首創大學科學教育多媒體網路傳播：包括自2009年起開創節目型態的系列型科普演講：探索基礎科學講座，每學期為一主題八講，錄影全部上傳Youtube。2009年秋CASE官網正式上線，遂在台大率先以高品質錄製影音製作開放式課程(OCW)。同時推出CASE報科學(CASE Press)科普部落格。2010年也是科學月刊四十週年，CASE協助全年發起「科學到民間」約兩百場科普活動，積極推行科學下鄉，並且主持開幕、閉幕典禮。2012年開闢科教創意活動「台積電盃青年尬科學」，打造科學敘事舞台，鼓吹培養科學人的聽、說、讀、寫能力。將複合型科普與科教部落格結合具有文創設計的新型態科教資料庫網站平台，輔以各種的創意科普活動，推動新興資訊技術的科學傳播，陳竹亭創造了以大學服務社會科教的先例，各線上平台皆達數百萬或數千萬次點閱紀錄，使NTU-CASE成為全國大學最夯且有內涵的科學教育實踐服務團隊。陳竹亭因此在2013年由化學學會頒給化學服務獎，2014年獲頒台大社會服務傑出獎。
2010~2016年主持教育部顧問室/科技部資科司「科學人文跨科際人才培育計畫—大學溝通能力的養成中程個案計畫」。主旨在面對多元社會的複雜議題或問題必須跨界，因為涵括社會、人文、科學，簡稱SHS計畫，鼓勵大學生除了專業教育和通識教育，可以參與並實踐實際專題或案例的行動研究，學習培養跨域整合、創意和批判思考、團隊合作、發現與解決問題、溝通及語文表達等能力，並且在大學中發展並推動高教的跨領域/跨科際(inter-disciplinary/trans-disciplinary)教育傳播。2015年獲教育部頒贈三等教育專業獎章
科普著作：「丈量人類世」(Anthropocene)，2022年9月，商周出版，ISBN 978-626318-402-2(平裝)

## 書法calligraphy
網站資料

## 外部連結
- 國立臺灣大學化學系陳竹亭網站 （页面存档备份，存于）
- 陳竹亭實驗室網站 （页面存档备份，存于）
- 科學Online/高瞻自然科學教學資源平台 （页面存档备份，存于）
- [http://case.ntu.edu.tw （页面存档备份，存于） 國立台灣大學科學教育發展中心官網］
- CASE報科學 （页面存档备份，存于）
- CASE-OCW開放式課程影音平台 （页面存档备份，存于）
- CASE活動網 （页面存档备份，存于）
- SHS計劃跨科際教育傳播平台 （页面存档备份，存于）
- SHS模範人像記實 （页面存档备份，存于）
- 跨閲誌 （页面存档备份，存于）
- SHS電子書 （页面存档备份，存于）
- 跨科際動畫 （页面存档备份，存于）
- 跨科際教育粉絲頁
- 跨科際觀點看六輕-專訪詹長權教授 （页面存档备份，存于）
- 跨科際釋義-專訪林從一教授 （页面存档备份，存于）
- 知識饗宴系列（9），中央研究院，2013，ISBN 978-986-03-8197-9
- TEDxNTNU教育是提供機會而非保證 （页面存档备份，存于）
- 大愛人文講堂：人類世--科學家看文明的永續